# Пшеничко Олексій Леонтійович
Пшеничко Олексій Леонтійович (16.02.1924, Зіньків, Полтавська губернія — 16.02.1945, Східна Пруссія) — Почесний громадянин Зіньківщини (посмертно). За п'ять років до війни сім'я Пшеничків переїздить до села Ржавці Харківської області. Закінчив Високівську середню школу Харківської області.
Із 24 березня 1941 року — в рядах Червоної Армії. На фронті воював у складі взводу 47-ї окремої гвардійської розвідроти колишньої 48-ї Криворізької Червонопрапорної стрілецької дивізії.
Серед нагород, які залишив разом із документами в роті, — орден Вітчизняної війни ІІ ступеня, ордени Слави І та ІІ ступенів, медаль «За відвагу».
Загинув у бою в лютому 1945 на території Прусії.
19 квітня 1945 року Указом Президії Верховної Ради СРСР О.Пшеничкові було посмертно присвоєне звання Героя Радянського Союзу.